# Boronia boliviensis
Boronia boliviensis là một loài thực vật có hoa trong họ Cửu lý hương. Loài này được J.B.Williams & J.T.Hunter mô tả khoa học đầu tiên năm 2006.